# Johann Jakob O’Byrn
Johann Jakob O’Byrn (englisch John James Byrne, † 24. November 1763 in Nieder-Kosel) war ein aus Irland stammender Adliger, kursächsischer Generalmajor und Regimentschef und Herr auf Ober- und Nieder-Kosel.

## Leben
Seine Eltern waren Sir Gregory Byrne, 1. Baronet († 1712), Gutsherr von Timogue im Queen’s County und von Sheen in Surrey, und dessen zweite Ehefrau Alice Fleming, Tochter des Randall Fleming, 16. Baron Slane († 1676).
Als Katholik und Jakobit verließ er nach dem Scheitern des Jakobitenaufstands von 1715 seine Heimat und suchte eine Militärkarriere im Dienste eines ausländischen Fürsten. So kam er zwischen 1721 und 1725 nach Sachsen und begründete dort eine sächsische Linie seiner Familie.
In Sachsen wurde er Hauptmann in einer Kavallerieeinheit. Im Jahr 1731 kam er in das neuerrichtete Kürassier-Regiment „Nassau“, wo er 1732 zum Major befördert wurde. Während des Polnischen Erbfolgekriegs kämpfte er 1733 und 1734 in Polen gegen die Konföderation von Dzików. 1739 wurde er zum Oberstleutnant und 1741 zum Oberst befördert, dazu wurde er Kommandeur und Regimentschef des Kürassierregiments. Er kämpfte im zweiten schlesischen Krieg gegen die Preußen und wurde am 23. Oktober 1745 in der Schlacht bei Hennersdorf verwundet und geriet in Gefangenschaft. Nach dem Krieg wurde er 1747 zum Generalmajor befördert und sein Regiment 1748 aufgelöst, die Mannschaften kamen zum Kürassier-Regiment Arnim.
Am 13. April 1741 kaufte er das Lehngut Ober-Kosel von Eleonore Elisabeth von Troilo (geborene von Stentzsch) und am 14. August 1743 das benachbarte Lehngut Mittel- und Nieder-Kosel von Carl Siegmund Ferdinand von Uechtritz (1690–1752). Am 11. September 1743 wurde er mit ganz Kosel belehnt.
O’Byrn verließ die Armee zwischen 1753 und 1756 und zog sich auf seine Güter zurück, wo er 1763 starb. Er wurde in der wendisch-katholischen Kirche in Bautzen beigesetzt.

## Ehe und Nachkommen
Er heiratete Johanne Caroline von Steuben (* 27. September 1708; † 20. August 1789), Tochter von Christoph Liborius von Steuben (1668–1738) und Sabine von Geusau (1681–1761). Aus der Ehe entstammen sieben Söhne und zwei Töchter:
- Karl Christoph (* 16. Juli 1735), kursächsischer Oberstleutnant und Kammerherr, 1775 Herr von Mittel- und Nieder-Kosel;
- Jakob Heinrich (* 28. November 1737; † 12. Januar 1797), herzoglich-württembergischer Major, 1765 Herr von Ober- und Nieder-Kosel, ⚭ Sophia Eleonora Thielemann, 1791 Herrin von Ober-Kosel;
- Hans Gregor, kursächsischer Kammerherr;
- August Ignatz, k.k.-ungarischer Leutnant;
- Ludwig Joseph (* 19. März 1747; † 25. Oktober 1772), kursächsischer Leutnant;
- Anton Wilhelm (* 28. April 1748);
- Friedrich Franz Xaver (* 14. September 1751; † 29. September 1792), 1781 Herr von Mittel- und Nieder-Kosel, ⚭ (1) Maria Katharina Josepha von Bagge (12. September 1748; † 22. April 1786), Tochter von Generalmajor August Friedrich von Bagge († 17. September 1800),[5] ⚭ (2) 1788 Gräfin Katharina von Klenau (* 1. August 1761; † 19. Februar 1820);
- Maria Henriette Carolina, Hofdame der sächsischen Prinzessin Elisabeth;
- Maria Anna Hedwig.